# T Cephei
T Cephei es una estrella gigante roja situada en la constelación de Cefeo; a una distancia de 685,22 años luz de la Tierra.
Es una variable de tipo Mira extremadamente roja, cuyo distintivo brillo varía entre la magnitud 5,40 y 10,9 en unos 388,1 días. Es una estrella de clase espectral M, cuyo radio es 540 veces mayor que nuestro Sol.
Sus coordenadas de encuentro son: Lat: 88,346 °; Long: -47,756 ° Su velocidad de rotación es de: 20 km/s y radial de -3.4 km/s